# Pipe Spring National Monument

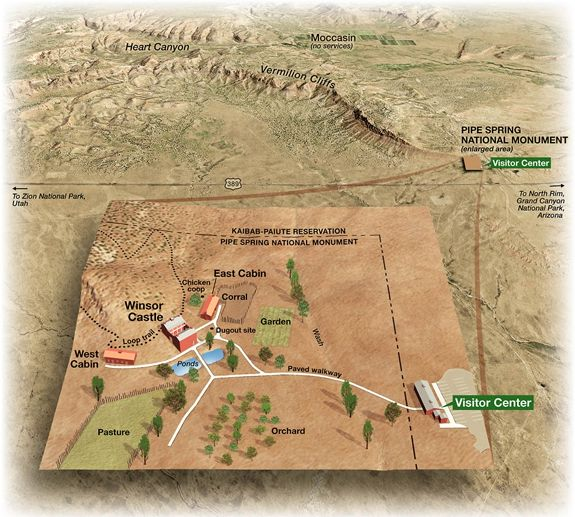
Pipe Spring National Monument

Pipe Spring National Monument to amerykański pomnik narodowy, znajdujący się w hrabstwie Mohave w stanie Arizona. Można w nim zwiedzać pozostałości śladów życia Indian i pierwszych białych osadników w zachodniej części Ameryki Północnej. Na terenie obecnego pomnika dwukrotnie zatrzymał się między innymi podróżnik John Wesley Powell podczas swoich wypraw badawczych w okolice Wielkiego Kanionu Kolorado w latach 70. XIX wieku.
Park został ustanowiony 31 maja 1923 roku decyzją prezydenta Warrena Hardinga. Obecnie zajmuje powierzchnię 0,16 km² i jak wiele innych pomników narodowych zarządzany jest przez National Park Service. Pomnik graniczy z rezerwatem Indian Kaibab Paiute Indian Reservation.